# 皆木勇紀
皆木 勇紀（みなき ゆうき、1979年6月5日 - ）は、日本の俳優。

## 人物
広島県出身。幼少期はサッカーのユースクラブに所属。趣味のサッカーを通じて映画監督の紀里谷和明と出会い、映画の世界に興味を持つようになり、俳優への道を志す。2008年に『うた魂♪』で映画初出演。
芸能事務所はOBN。

## 主な出演
映画
- うた魂♪(2008年公開、監督：田中誠) - 東郷鉄二役
- トウキョウソナタ (2008年公開、監督：黒沢清) - 良介役
- 傘 (2008年公開、監督：たかひろや)

ドラマ
- 日本テレビ開局55周年スペシャルドラマ 東京大空襲
- 正しい王子のつくり方 第5話